# Ozyptila geumoensis
Ozyptila geumoensis là một loài nhện trong họ Thomisidae.
Loài này thuộc chi Ozyptila. Ozyptila geumoensis được miêu tả năm 1997 bởi Seo & Sohn.